# Campeonato Brasileiro de Futebol de 2019 - Série A
A Série A do Campeonato Brasileiro de Futebol de 2019, oficialmente Brasileirão Assaí – Série A 2019 por motivos de patrocínio, foi a 64.ª edição da principal divisão do futebol brasileiro. A disputa teve o mesmo regulamento dos anos anteriores, quando foi implementado o sistema de pontos corridos. Houve pausa durante a Copa América 2019, que foi realizada entre 14 de junho e 7 de julho no Brasil.
Esta foi a edição com o maior número de federações representadas na história da competição por pontos corridos até então, com dez ao todo: Alagoas, Bahia, Ceará, Goiás, Minas Gerais, Paraná, Rio de Janeiro, Rio Grande do Sul, Santa Catarina e São Paulo. Pelo segundo ano consecutivo, o Nordeste teve quatro times na Série A – igualando o recorde no atual formato, com Bahia, Ceará, CSA e Fortaleza. O Sudeste mais uma vez teve a maioria, com dez representantes; a região Sul contou com cinco participantes; e o Centro-Oeste teve um.
O título foi definido com quatro rodadas de antecedência. O Flamengo garantiu seu sexto título brasileiro, beneficiado pela derrota do Palmeiras para o Grêmio, em São Paulo, por 2–1. A conquista veio menos de 24 horas depois de vencer a Copa Libertadores contra o River Plate, em Lima, no Peru. Com isso, tornou-se o primeiro clube brasileiro desde o Santos de 1963 a obter os títulos nacional e continental na mesma temporada. Além disso, a equipe carioca ainda bateu o recorde de pontos conquistados em uma única edição na história dos pontos corridos, desde o formato adotado com vinte clubes na disputa, em 2006.
O rebaixamento à Série B de 2020 começou a ser definido com cinco rodadas para o término da competição. O Avaí foi o primeiro clube a ter o descenso confirmado, após empate sem gols com o Cruzeiro, em Belo Horizonte. Na 35ª rodada, a Chapecoense sofreu o primeiro rebaixamento de sua história, após perder para o Botafogo por 1–0, em plena Arena Condá, deixando o estado de Santa Catarina sem representantes na elite pela primeira vez desde 2001. Na penúltima rodada, a própria Chapecoense derrotou o CSA por 3–0, forçando o clube alagoano a acompanhá-la na segunda divisão no ano seguinte. Na última rodada o Cruzeiro foi a derradeira equipe rebaixada, ao perder para o Palmeiras por 2–0 no Estádio Mineirão, no que foi o primeiro rebaixamento de sua história.

## Regulamento
A Série A de 2019 foi disputada por vinte clubes em dois turnos. Em cada turno, todos os times jogaram entre si uma única vez. Os jogos do segundo turno foram realizados na mesma ordem do primeiro, apenas com o mando de campo invertido. Não houve campeões por turnos, sendo declarado campeão brasileiro o time que obtivesse o maior número de pontos após as 38 rodadas. Ao final da competição, os seis primeiros times se classificaram à Copa Libertadores de 2020, os seis clubes subsequentes se classificaram à Copa Sul-Americana de 2020, e os quatro últimos foram rebaixados para a Série B do ano seguinte. O campeão se classificou para a Supercopa do Brasil de 2020.
Nessa edição foi introduzido o árbitro assistente de vídeo ou VAR (do inglês Video Assistant Referee), em todas as 380 partidas do campeonato, tendo seus custos com tecnologia e infraestrutura pagos pela Confederação Brasileira de Futebol, enquanto o pagamento dos árbitros de vídeo foi de responsabilidade dos clubes, como já vem sendo feito com as equipes de arbitragem em campo.

## Participantes
| Equipe               | Cidade         | Estado | Em 2018      | Estádio (mando)   | Capacidade | Títulos                                                         |
| -------------------- | -------------- | ------ | ------------ | ----------------- | ---------- | --------------------------------------------------------------- |
| Athletico Paranaense | Curitiba       | PR     | 7º           | Arena da Baixada  | 42 370     | 1 (2001)                                                        |
| Atlético Mineiro     | Belo Horizonte | MG     | 6º           | Independência     | 23 018     | 2 (1937, 1971)                                                  |
| Avaí                 | Florianópolis  | SC     | 3º (Série B) | Ressacada         | 17 826     | 0 (não possui)                                                  |
| Bahia                | Salvador       | BA     | 11º          | Arena Fonte Nova  | 50 025     | 2 (1959, 1988)                                                  |
| Botafogo             | Rio de Janeiro | RJ     | 9º           | Nilton Santos     | 44 661     | 2 (1968, 1995)                                                  |
| Ceará                | Fortaleza      | CE     | 15°          | Arena Castelão    | 63 903     | 0 (não possui)                                                  |
| Chapecoense          | Chapecó        | SC     | 14º          | Arena Condá       | 20 089     | 0 (não possui)                                                  |
| Corinthians          | São Paulo      | SP     | 13º          | Arena Corinthians | 47 605     | 7 (1990, 1998, 1999, 2005, 2011, 2015, 2017)                    |
| Cruzeiro             | Belo Horizonte | MG     | 8º           | Mineirão          | 61 846     | 4 (1966, 2003, 2013, 2014)                                      |
| CSA                  | Maceió         | AL     | 2º (Série B) | Rei Pelé          | 19 105     | 0 (não possui)                                                  |
| Flamengo             | Rio de Janeiro | RJ     | 2º           | Maracanã          | 78 838     | 5 (1980, 1982, 1983, 1992, 2009)                                |
| Fluminense           | Rio de Janeiro | RJ     | 12º          | Maracanã          | 78 838     | 4 (1970, 1984, 2010, 2012)                                      |
| Fortaleza            | Fortaleza      | CE     | 1º (Série B) | Arena Castelão    | 63 903     | 0 (não possui)                                                  |
| Goiás                | Goiânia        | GO     | 4º (Série B) | Serra Dourada     | 42 000     | 0 (não possui)                                                  |
| Grêmio               | Porto Alegre   | RS     | 4º           | Arena do Grêmio   | 55 662     | 2 (1981, 1996)                                                  |
| Internacional        | Porto Alegre   | RS     | 3°           | Beira-Rio         | 50 128     | 3 (1975, 1976, 1979)                                            |
| Palmeiras            | São Paulo      | SP     | 1º           | Allianz Parque    | 43 713     | 10 (1960, 1967, 1967, 1969, 1972, 1973, 1993, 1994, 2016, 2018) |
| Santos               | Santos         | SP     | 10º          | Vila Belmiro      | 16 068     | 8 (1961, 1962, 1963, 1964, 1965, 1968, 2002, 2004)              |
| São Paulo            | São Paulo      | SP     | 5º           | Morumbi           | 72 039     | 6 (1977, 1986, 1991, 2006, 2007, 2008)                          |
| Vasco da Gama        | Rio de Janeiro | RJ     | 16º          | São Januário      | 21 680     | 4 (1974, 1989, 1997, 2000)                                      |

## Estádios
| Athletico Paranaense | Atlético Mineiro | Avaí | Bahia | Botafogo | Ceará              |
| Arena da Baixada | Independência | Ressacada | Arena Fonte Nova | Nilton Santos | Arena Castelão     |
| Capacidade: 42 370 | Capacidade: 23 018 | Capacidade: 17 826 | Capacidade: 50 025 | Capacidade: 44 661 | Capacidade: 63 903 |
| | | | | |                    |
| Chapecoense | \| Atlético-MG Athletico-PR Avaí Bahia Ceará Chapecoense Cruzeiro CSA Fortaleza Goiás Grêmio Internacional Santos Rio de Janeiro São Paulo Rio de Janeiro: Botafogo Flamengo Fluminense Vasco da Gama São Paulo: Corinthians Palmeiras São PauloLocalização das equipes participantes da Série A de 2019. \| | \| Atlético-MG Athletico-PR Avaí Bahia Ceará Chapecoense Cruzeiro CSA Fortaleza Goiás Grêmio Internacional Santos Rio de Janeiro São Paulo Rio de Janeiro: Botafogo Flamengo Fluminense Vasco da Gama São Paulo: Corinthians Palmeiras São PauloLocalização das equipes participantes da Série A de 2019. \| | \| Atlético-MG Athletico-PR Avaí Bahia Ceará Chapecoense Cruzeiro CSA Fortaleza Goiás Grêmio Internacional Santos Rio de Janeiro São Paulo Rio de Janeiro: Botafogo Flamengo Fluminense Vasco da Gama São Paulo: Corinthians Palmeiras São PauloLocalização das equipes participantes da Série A de 2019. \| | \| Atlético-MG Athletico-PR Avaí Bahia Ceará Chapecoense Cruzeiro CSA Fortaleza Goiás Grêmio Internacional Santos Rio de Janeiro São Paulo Rio de Janeiro: Botafogo Flamengo Fluminense Vasco da Gama São Paulo: Corinthians Palmeiras São PauloLocalização das equipes participantes da Série A de 2019. \| | Corinthians        |
| Arena Condá | \| Atlético-MG Athletico-PR Avaí Bahia Ceará Chapecoense Cruzeiro CSA Fortaleza Goiás Grêmio Internacional Santos Rio de Janeiro São Paulo Rio de Janeiro: Botafogo Flamengo Fluminense Vasco da Gama São Paulo: Corinthians Palmeiras São PauloLocalização das equipes participantes da Série A de 2019. \| | \| Atlético-MG Athletico-PR Avaí Bahia Ceará Chapecoense Cruzeiro CSA Fortaleza Goiás Grêmio Internacional Santos Rio de Janeiro São Paulo Rio de Janeiro: Botafogo Flamengo Fluminense Vasco da Gama São Paulo: Corinthians Palmeiras São PauloLocalização das equipes participantes da Série A de 2019. \| | \| Atlético-MG Athletico-PR Avaí Bahia Ceará Chapecoense Cruzeiro CSA Fortaleza Goiás Grêmio Internacional Santos Rio de Janeiro São Paulo Rio de Janeiro: Botafogo Flamengo Fluminense Vasco da Gama São Paulo: Corinthians Palmeiras São PauloLocalização das equipes participantes da Série A de 2019. \| | \| Atlético-MG Athletico-PR Avaí Bahia Ceará Chapecoense Cruzeiro CSA Fortaleza Goiás Grêmio Internacional Santos Rio de Janeiro São Paulo Rio de Janeiro: Botafogo Flamengo Fluminense Vasco da Gama São Paulo: Corinthians Palmeiras São PauloLocalização das equipes participantes da Série A de 2019. \| | Arena Corinthians  |
| Capacidade: 20 089 | \| Atlético-MG Athletico-PR Avaí Bahia Ceará Chapecoense Cruzeiro CSA Fortaleza Goiás Grêmio Internacional Santos Rio de Janeiro São Paulo Rio de Janeiro: Botafogo Flamengo Fluminense Vasco da Gama São Paulo: Corinthians Palmeiras São PauloLocalização das equipes participantes da Série A de 2019. \| | \| Atlético-MG Athletico-PR Avaí Bahia Ceará Chapecoense Cruzeiro CSA Fortaleza Goiás Grêmio Internacional Santos Rio de Janeiro São Paulo Rio de Janeiro: Botafogo Flamengo Fluminense Vasco da Gama São Paulo: Corinthians Palmeiras São PauloLocalização das equipes participantes da Série A de 2019. \| | \| Atlético-MG Athletico-PR Avaí Bahia Ceará Chapecoense Cruzeiro CSA Fortaleza Goiás Grêmio Internacional Santos Rio de Janeiro São Paulo Rio de Janeiro: Botafogo Flamengo Fluminense Vasco da Gama São Paulo: Corinthians Palmeiras São PauloLocalização das equipes participantes da Série A de 2019. \| | \| Atlético-MG Athletico-PR Avaí Bahia Ceará Chapecoense Cruzeiro CSA Fortaleza Goiás Grêmio Internacional Santos Rio de Janeiro São Paulo Rio de Janeiro: Botafogo Flamengo Fluminense Vasco da Gama São Paulo: Corinthians Palmeiras São PauloLocalização das equipes participantes da Série A de 2019. \| | Capacidade: 47 605 |
| | \| Atlético-MG Athletico-PR Avaí Bahia Ceará Chapecoense Cruzeiro CSA Fortaleza Goiás Grêmio Internacional Santos Rio de Janeiro São Paulo Rio de Janeiro: Botafogo Flamengo Fluminense Vasco da Gama São Paulo: Corinthians Palmeiras São PauloLocalização das equipes participantes da Série A de 2019. \| | \| Atlético-MG Athletico-PR Avaí Bahia Ceará Chapecoense Cruzeiro CSA Fortaleza Goiás Grêmio Internacional Santos Rio de Janeiro São Paulo Rio de Janeiro: Botafogo Flamengo Fluminense Vasco da Gama São Paulo: Corinthians Palmeiras São PauloLocalização das equipes participantes da Série A de 2019. \| | \| Atlético-MG Athletico-PR Avaí Bahia Ceará Chapecoense Cruzeiro CSA Fortaleza Goiás Grêmio Internacional Santos Rio de Janeiro São Paulo Rio de Janeiro: Botafogo Flamengo Fluminense Vasco da Gama São Paulo: Corinthians Palmeiras São PauloLocalização das equipes participantes da Série A de 2019. \| | \| Atlético-MG Athletico-PR Avaí Bahia Ceará Chapecoense Cruzeiro CSA Fortaleza Goiás Grêmio Internacional Santos Rio de Janeiro São Paulo Rio de Janeiro: Botafogo Flamengo Fluminense Vasco da Gama São Paulo: Corinthians Palmeiras São PauloLocalização das equipes participantes da Série A de 2019. \| |                    |
| Cruzeiro | \| Atlético-MG Athletico-PR Avaí Bahia Ceará Chapecoense Cruzeiro CSA Fortaleza Goiás Grêmio Internacional Santos Rio de Janeiro São Paulo Rio de Janeiro: Botafogo Flamengo Fluminense Vasco da Gama São Paulo: Corinthians Palmeiras São PauloLocalização das equipes participantes da Série A de 2019. \| | \| Atlético-MG Athletico-PR Avaí Bahia Ceará Chapecoense Cruzeiro CSA Fortaleza Goiás Grêmio Internacional Santos Rio de Janeiro São Paulo Rio de Janeiro: Botafogo Flamengo Fluminense Vasco da Gama São Paulo: Corinthians Palmeiras São PauloLocalização das equipes participantes da Série A de 2019. \| | \| Atlético-MG Athletico-PR Avaí Bahia Ceará Chapecoense Cruzeiro CSA Fortaleza Goiás Grêmio Internacional Santos Rio de Janeiro São Paulo Rio de Janeiro: Botafogo Flamengo Fluminense Vasco da Gama São Paulo: Corinthians Palmeiras São PauloLocalização das equipes participantes da Série A de 2019. \| | \| Atlético-MG Athletico-PR Avaí Bahia Ceará Chapecoense Cruzeiro CSA Fortaleza Goiás Grêmio Internacional Santos Rio de Janeiro São Paulo Rio de Janeiro: Botafogo Flamengo Fluminense Vasco da Gama São Paulo: Corinthians Palmeiras São PauloLocalização das equipes participantes da Série A de 2019. \| | CSA                |
| Mineirão | \| Atlético-MG Athletico-PR Avaí Bahia Ceará Chapecoense Cruzeiro CSA Fortaleza Goiás Grêmio Internacional Santos Rio de Janeiro São Paulo Rio de Janeiro: Botafogo Flamengo Fluminense Vasco da Gama São Paulo: Corinthians Palmeiras São PauloLocalização das equipes participantes da Série A de 2019. \| | \| Atlético-MG Athletico-PR Avaí Bahia Ceará Chapecoense Cruzeiro CSA Fortaleza Goiás Grêmio Internacional Santos Rio de Janeiro São Paulo Rio de Janeiro: Botafogo Flamengo Fluminense Vasco da Gama São Paulo: Corinthians Palmeiras São PauloLocalização das equipes participantes da Série A de 2019. \| | \| Atlético-MG Athletico-PR Avaí Bahia Ceará Chapecoense Cruzeiro CSA Fortaleza Goiás Grêmio Internacional Santos Rio de Janeiro São Paulo Rio de Janeiro: Botafogo Flamengo Fluminense Vasco da Gama São Paulo: Corinthians Palmeiras São PauloLocalização das equipes participantes da Série A de 2019. \| | \| Atlético-MG Athletico-PR Avaí Bahia Ceará Chapecoense Cruzeiro CSA Fortaleza Goiás Grêmio Internacional Santos Rio de Janeiro São Paulo Rio de Janeiro: Botafogo Flamengo Fluminense Vasco da Gama São Paulo: Corinthians Palmeiras São PauloLocalização das equipes participantes da Série A de 2019. \| | Rei Pelé           |
| Capacidade: 61 846 | \| Atlético-MG Athletico-PR Avaí Bahia Ceará Chapecoense Cruzeiro CSA Fortaleza Goiás Grêmio Internacional Santos Rio de Janeiro São Paulo Rio de Janeiro: Botafogo Flamengo Fluminense Vasco da Gama São Paulo: Corinthians Palmeiras São PauloLocalização das equipes participantes da Série A de 2019. \| | \| Atlético-MG Athletico-PR Avaí Bahia Ceará Chapecoense Cruzeiro CSA Fortaleza Goiás Grêmio Internacional Santos Rio de Janeiro São Paulo Rio de Janeiro: Botafogo Flamengo Fluminense Vasco da Gama São Paulo: Corinthians Palmeiras São PauloLocalização das equipes participantes da Série A de 2019. \| | \| Atlético-MG Athletico-PR Avaí Bahia Ceará Chapecoense Cruzeiro CSA Fortaleza Goiás Grêmio Internacional Santos Rio de Janeiro São Paulo Rio de Janeiro: Botafogo Flamengo Fluminense Vasco da Gama São Paulo: Corinthians Palmeiras São PauloLocalização das equipes participantes da Série A de 2019. \| | \| Atlético-MG Athletico-PR Avaí Bahia Ceará Chapecoense Cruzeiro CSA Fortaleza Goiás Grêmio Internacional Santos Rio de Janeiro São Paulo Rio de Janeiro: Botafogo Flamengo Fluminense Vasco da Gama São Paulo: Corinthians Palmeiras São PauloLocalização das equipes participantes da Série A de 2019. \| | Capacidade: 19 105 |
| | \| Atlético-MG Athletico-PR Avaí Bahia Ceará Chapecoense Cruzeiro CSA Fortaleza Goiás Grêmio Internacional Santos Rio de Janeiro São Paulo Rio de Janeiro: Botafogo Flamengo Fluminense Vasco da Gama São Paulo: Corinthians Palmeiras São PauloLocalização das equipes participantes da Série A de 2019. \| | \| Atlético-MG Athletico-PR Avaí Bahia Ceará Chapecoense Cruzeiro CSA Fortaleza Goiás Grêmio Internacional Santos Rio de Janeiro São Paulo Rio de Janeiro: Botafogo Flamengo Fluminense Vasco da Gama São Paulo: Corinthians Palmeiras São PauloLocalização das equipes participantes da Série A de 2019. \| | \| Atlético-MG Athletico-PR Avaí Bahia Ceará Chapecoense Cruzeiro CSA Fortaleza Goiás Grêmio Internacional Santos Rio de Janeiro São Paulo Rio de Janeiro: Botafogo Flamengo Fluminense Vasco da Gama São Paulo: Corinthians Palmeiras São PauloLocalização das equipes participantes da Série A de 2019. \| | \| Atlético-MG Athletico-PR Avaí Bahia Ceará Chapecoense Cruzeiro CSA Fortaleza Goiás Grêmio Internacional Santos Rio de Janeiro São Paulo Rio de Janeiro: Botafogo Flamengo Fluminense Vasco da Gama São Paulo: Corinthians Palmeiras São PauloLocalização das equipes participantes da Série A de 2019. \| |                    |
| Flamengo | \| Atlético-MG Athletico-PR Avaí Bahia Ceará Chapecoense Cruzeiro CSA Fortaleza Goiás Grêmio Internacional Santos Rio de Janeiro São Paulo Rio de Janeiro: Botafogo Flamengo Fluminense Vasco da Gama São Paulo: Corinthians Palmeiras São PauloLocalização das equipes participantes da Série A de 2019. \| | \| Atlético-MG Athletico-PR Avaí Bahia Ceará Chapecoense Cruzeiro CSA Fortaleza Goiás Grêmio Internacional Santos Rio de Janeiro São Paulo Rio de Janeiro: Botafogo Flamengo Fluminense Vasco da Gama São Paulo: Corinthians Palmeiras São PauloLocalização das equipes participantes da Série A de 2019. \| | \| Atlético-MG Athletico-PR Avaí Bahia Ceará Chapecoense Cruzeiro CSA Fortaleza Goiás Grêmio Internacional Santos Rio de Janeiro São Paulo Rio de Janeiro: Botafogo Flamengo Fluminense Vasco da Gama São Paulo: Corinthians Palmeiras São PauloLocalização das equipes participantes da Série A de 2019. \| | \| Atlético-MG Athletico-PR Avaí Bahia Ceará Chapecoense Cruzeiro CSA Fortaleza Goiás Grêmio Internacional Santos Rio de Janeiro São Paulo Rio de Janeiro: Botafogo Flamengo Fluminense Vasco da Gama São Paulo: Corinthians Palmeiras São PauloLocalização das equipes participantes da Série A de 2019. \| | Fluminense         |
| Maracanã | \| Atlético-MG Athletico-PR Avaí Bahia Ceará Chapecoense Cruzeiro CSA Fortaleza Goiás Grêmio Internacional Santos Rio de Janeiro São Paulo Rio de Janeiro: Botafogo Flamengo Fluminense Vasco da Gama São Paulo: Corinthians Palmeiras São PauloLocalização das equipes participantes da Série A de 2019. \| | \| Atlético-MG Athletico-PR Avaí Bahia Ceará Chapecoense Cruzeiro CSA Fortaleza Goiás Grêmio Internacional Santos Rio de Janeiro São Paulo Rio de Janeiro: Botafogo Flamengo Fluminense Vasco da Gama São Paulo: Corinthians Palmeiras São PauloLocalização das equipes participantes da Série A de 2019. \| | \| Atlético-MG Athletico-PR Avaí Bahia Ceará Chapecoense Cruzeiro CSA Fortaleza Goiás Grêmio Internacional Santos Rio de Janeiro São Paulo Rio de Janeiro: Botafogo Flamengo Fluminense Vasco da Gama São Paulo: Corinthians Palmeiras São PauloLocalização das equipes participantes da Série A de 2019. \| | \| Atlético-MG Athletico-PR Avaí Bahia Ceará Chapecoense Cruzeiro CSA Fortaleza Goiás Grêmio Internacional Santos Rio de Janeiro São Paulo Rio de Janeiro: Botafogo Flamengo Fluminense Vasco da Gama São Paulo: Corinthians Palmeiras São PauloLocalização das equipes participantes da Série A de 2019. \| | Maracanã           |
| Capacidade: 78 838 | \| Atlético-MG Athletico-PR Avaí Bahia Ceará Chapecoense Cruzeiro CSA Fortaleza Goiás Grêmio Internacional Santos Rio de Janeiro São Paulo Rio de Janeiro: Botafogo Flamengo Fluminense Vasco da Gama São Paulo: Corinthians Palmeiras São PauloLocalização das equipes participantes da Série A de 2019. \| | \| Atlético-MG Athletico-PR Avaí Bahia Ceará Chapecoense Cruzeiro CSA Fortaleza Goiás Grêmio Internacional Santos Rio de Janeiro São Paulo Rio de Janeiro: Botafogo Flamengo Fluminense Vasco da Gama São Paulo: Corinthians Palmeiras São PauloLocalização das equipes participantes da Série A de 2019. \| | \| Atlético-MG Athletico-PR Avaí Bahia Ceará Chapecoense Cruzeiro CSA Fortaleza Goiás Grêmio Internacional Santos Rio de Janeiro São Paulo Rio de Janeiro: Botafogo Flamengo Fluminense Vasco da Gama São Paulo: Corinthians Palmeiras São PauloLocalização das equipes participantes da Série A de 2019. \| | \| Atlético-MG Athletico-PR Avaí Bahia Ceará Chapecoense Cruzeiro CSA Fortaleza Goiás Grêmio Internacional Santos Rio de Janeiro São Paulo Rio de Janeiro: Botafogo Flamengo Fluminense Vasco da Gama São Paulo: Corinthians Palmeiras São PauloLocalização das equipes participantes da Série A de 2019. \| | Capacidade: 78 838 |
| | \| Atlético-MG Athletico-PR Avaí Bahia Ceará Chapecoense Cruzeiro CSA Fortaleza Goiás Grêmio Internacional Santos Rio de Janeiro São Paulo Rio de Janeiro: Botafogo Flamengo Fluminense Vasco da Gama São Paulo: Corinthians Palmeiras São PauloLocalização das equipes participantes da Série A de 2019. \| | \| Atlético-MG Athletico-PR Avaí Bahia Ceará Chapecoense Cruzeiro CSA Fortaleza Goiás Grêmio Internacional Santos Rio de Janeiro São Paulo Rio de Janeiro: Botafogo Flamengo Fluminense Vasco da Gama São Paulo: Corinthians Palmeiras São PauloLocalização das equipes participantes da Série A de 2019. \| | \| Atlético-MG Athletico-PR Avaí Bahia Ceará Chapecoense Cruzeiro CSA Fortaleza Goiás Grêmio Internacional Santos Rio de Janeiro São Paulo Rio de Janeiro: Botafogo Flamengo Fluminense Vasco da Gama São Paulo: Corinthians Palmeiras São PauloLocalização das equipes participantes da Série A de 2019. \| | \| Atlético-MG Athletico-PR Avaí Bahia Ceará Chapecoense Cruzeiro CSA Fortaleza Goiás Grêmio Internacional Santos Rio de Janeiro São Paulo Rio de Janeiro: Botafogo Flamengo Fluminense Vasco da Gama São Paulo: Corinthians Palmeiras São PauloLocalização das equipes participantes da Série A de 2019. \| |                    |
| Fortaleza | \| Atlético-MG Athletico-PR Avaí Bahia Ceará Chapecoense Cruzeiro CSA Fortaleza Goiás Grêmio Internacional Santos Rio de Janeiro São Paulo Rio de Janeiro: Botafogo Flamengo Fluminense Vasco da Gama São Paulo: Corinthians Palmeiras São PauloLocalização das equipes participantes da Série A de 2019. \| | \| Atlético-MG Athletico-PR Avaí Bahia Ceará Chapecoense Cruzeiro CSA Fortaleza Goiás Grêmio Internacional Santos Rio de Janeiro São Paulo Rio de Janeiro: Botafogo Flamengo Fluminense Vasco da Gama São Paulo: Corinthians Palmeiras São PauloLocalização das equipes participantes da Série A de 2019. \| | \| Atlético-MG Athletico-PR Avaí Bahia Ceará Chapecoense Cruzeiro CSA Fortaleza Goiás Grêmio Internacional Santos Rio de Janeiro São Paulo Rio de Janeiro: Botafogo Flamengo Fluminense Vasco da Gama São Paulo: Corinthians Palmeiras São PauloLocalização das equipes participantes da Série A de 2019. \| | \| Atlético-MG Athletico-PR Avaí Bahia Ceará Chapecoense Cruzeiro CSA Fortaleza Goiás Grêmio Internacional Santos Rio de Janeiro São Paulo Rio de Janeiro: Botafogo Flamengo Fluminense Vasco da Gama São Paulo: Corinthians Palmeiras São PauloLocalização das equipes participantes da Série A de 2019. \| | Goiás              |
| Arena Castelão | \| Atlético-MG Athletico-PR Avaí Bahia Ceará Chapecoense Cruzeiro CSA Fortaleza Goiás Grêmio Internacional Santos Rio de Janeiro São Paulo Rio de Janeiro: Botafogo Flamengo Fluminense Vasco da Gama São Paulo: Corinthians Palmeiras São PauloLocalização das equipes participantes da Série A de 2019. \| | \| Atlético-MG Athletico-PR Avaí Bahia Ceará Chapecoense Cruzeiro CSA Fortaleza Goiás Grêmio Internacional Santos Rio de Janeiro São Paulo Rio de Janeiro: Botafogo Flamengo Fluminense Vasco da Gama São Paulo: Corinthians Palmeiras São PauloLocalização das equipes participantes da Série A de 2019. \| | \| Atlético-MG Athletico-PR Avaí Bahia Ceará Chapecoense Cruzeiro CSA Fortaleza Goiás Grêmio Internacional Santos Rio de Janeiro São Paulo Rio de Janeiro: Botafogo Flamengo Fluminense Vasco da Gama São Paulo: Corinthians Palmeiras São PauloLocalização das equipes participantes da Série A de 2019. \| | \| Atlético-MG Athletico-PR Avaí Bahia Ceará Chapecoense Cruzeiro CSA Fortaleza Goiás Grêmio Internacional Santos Rio de Janeiro São Paulo Rio de Janeiro: Botafogo Flamengo Fluminense Vasco da Gama São Paulo: Corinthians Palmeiras São PauloLocalização das equipes participantes da Série A de 2019. \| | Serra Dourada      |
| Capacidade: 63 903 | \| Atlético-MG Athletico-PR Avaí Bahia Ceará Chapecoense Cruzeiro CSA Fortaleza Goiás Grêmio Internacional Santos Rio de Janeiro São Paulo Rio de Janeiro: Botafogo Flamengo Fluminense Vasco da Gama São Paulo: Corinthians Palmeiras São PauloLocalização das equipes participantes da Série A de 2019. \| | \| Atlético-MG Athletico-PR Avaí Bahia Ceará Chapecoense Cruzeiro CSA Fortaleza Goiás Grêmio Internacional Santos Rio de Janeiro São Paulo Rio de Janeiro: Botafogo Flamengo Fluminense Vasco da Gama São Paulo: Corinthians Palmeiras São PauloLocalização das equipes participantes da Série A de 2019. \| | \| Atlético-MG Athletico-PR Avaí Bahia Ceará Chapecoense Cruzeiro CSA Fortaleza Goiás Grêmio Internacional Santos Rio de Janeiro São Paulo Rio de Janeiro: Botafogo Flamengo Fluminense Vasco da Gama São Paulo: Corinthians Palmeiras São PauloLocalização das equipes participantes da Série A de 2019. \| | \| Atlético-MG Athletico-PR Avaí Bahia Ceará Chapecoense Cruzeiro CSA Fortaleza Goiás Grêmio Internacional Santos Rio de Janeiro São Paulo Rio de Janeiro: Botafogo Flamengo Fluminense Vasco da Gama São Paulo: Corinthians Palmeiras São PauloLocalização das equipes participantes da Série A de 2019. \| | Capacidade: 42 000 |
| | \| Atlético-MG Athletico-PR Avaí Bahia Ceará Chapecoense Cruzeiro CSA Fortaleza Goiás Grêmio Internacional Santos Rio de Janeiro São Paulo Rio de Janeiro: Botafogo Flamengo Fluminense Vasco da Gama São Paulo: Corinthians Palmeiras São PauloLocalização das equipes participantes da Série A de 2019. \| | \| Atlético-MG Athletico-PR Avaí Bahia Ceará Chapecoense Cruzeiro CSA Fortaleza Goiás Grêmio Internacional Santos Rio de Janeiro São Paulo Rio de Janeiro: Botafogo Flamengo Fluminense Vasco da Gama São Paulo: Corinthians Palmeiras São PauloLocalização das equipes participantes da Série A de 2019. \| | \| Atlético-MG Athletico-PR Avaí Bahia Ceará Chapecoense Cruzeiro CSA Fortaleza Goiás Grêmio Internacional Santos Rio de Janeiro São Paulo Rio de Janeiro: Botafogo Flamengo Fluminense Vasco da Gama São Paulo: Corinthians Palmeiras São PauloLocalização das equipes participantes da Série A de 2019. \| | \| Atlético-MG Athletico-PR Avaí Bahia Ceará Chapecoense Cruzeiro CSA Fortaleza Goiás Grêmio Internacional Santos Rio de Janeiro São Paulo Rio de Janeiro: Botafogo Flamengo Fluminense Vasco da Gama São Paulo: Corinthians Palmeiras São PauloLocalização das equipes participantes da Série A de 2019. \| |                    |
| Grêmio | Internacional | Palmeiras | Santos | São Paulo | Vasco da Gama      |
| Arena do Grêmio | Beira-Rio | Allianz Parque | Vila Belmiro | Morumbi | São Januário       |
| Capacidade: 55 662 | Capacidade: 50 128 | Capacidade: 43 713 | Capacidade: 16 068 | Capacidade: 72 039 | Capacidade: 21 680 |
| | | | | |                    |
| Atlético-MG Athletico-PR Avaí Bahia Ceará Chapecoense Cruzeiro CSA Fortaleza Goiás Grêmio Internacional Santos Rio de Janeiro São Paulo Rio de Janeiro: Botafogo Flamengo Fluminense Vasco da Gama São Paulo: Corinthians Palmeiras São PauloLocalização das equipes participantes da Série A de 2019. | | | | |                    |

### Outros estádios
Além dos estádios de mando usual, outros estádios foram utilizados devido a punições de perda de mando de campo impostas pelo Superior Tribunal de Justiça Desportiva ou por conta de problemas de interdição dos estádios usuais ou simplesmente por opção dos clubes em mandar seus jogos em outros locais, geralmente buscando uma melhor renda.

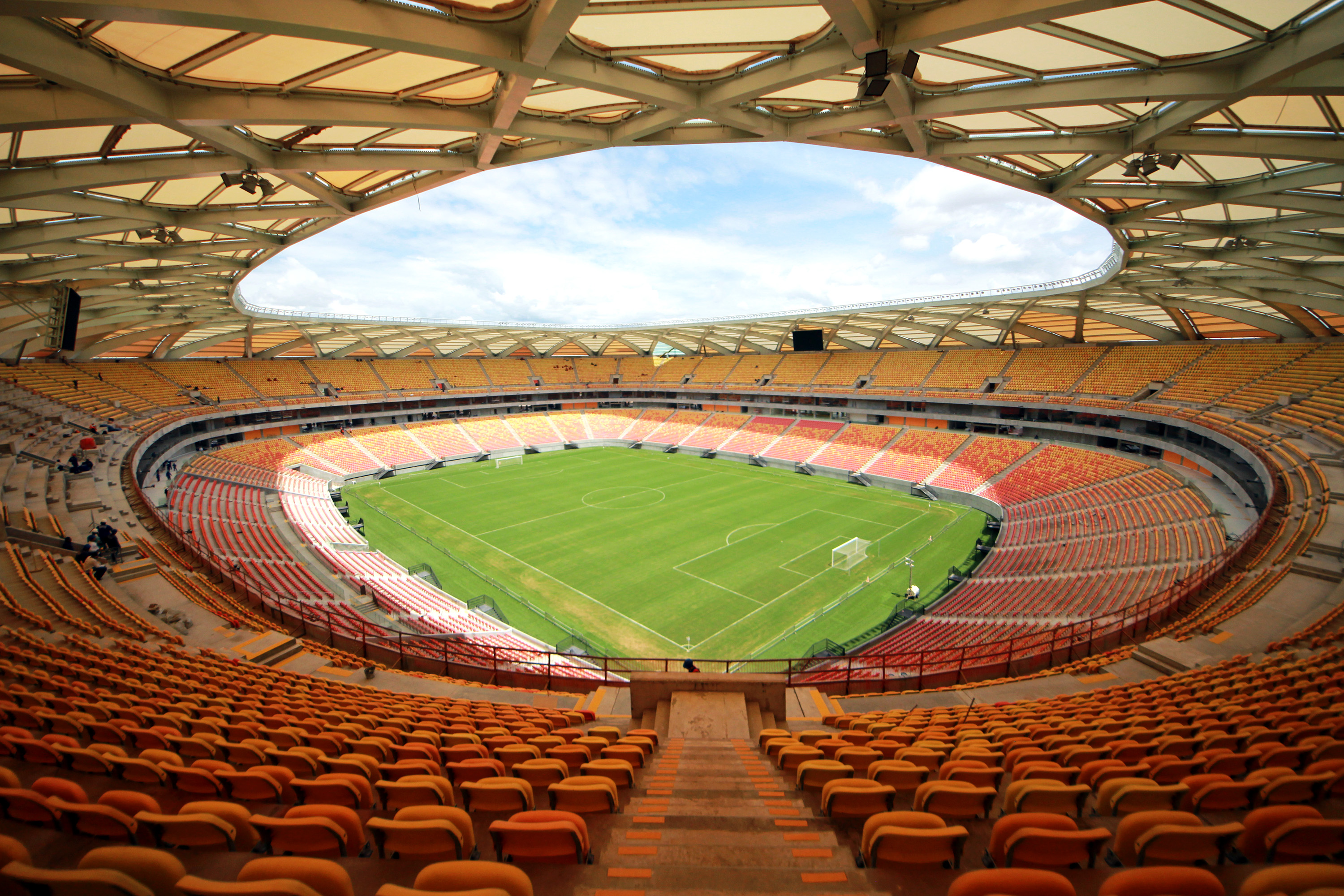
Arena da Amazônia (Manaus)
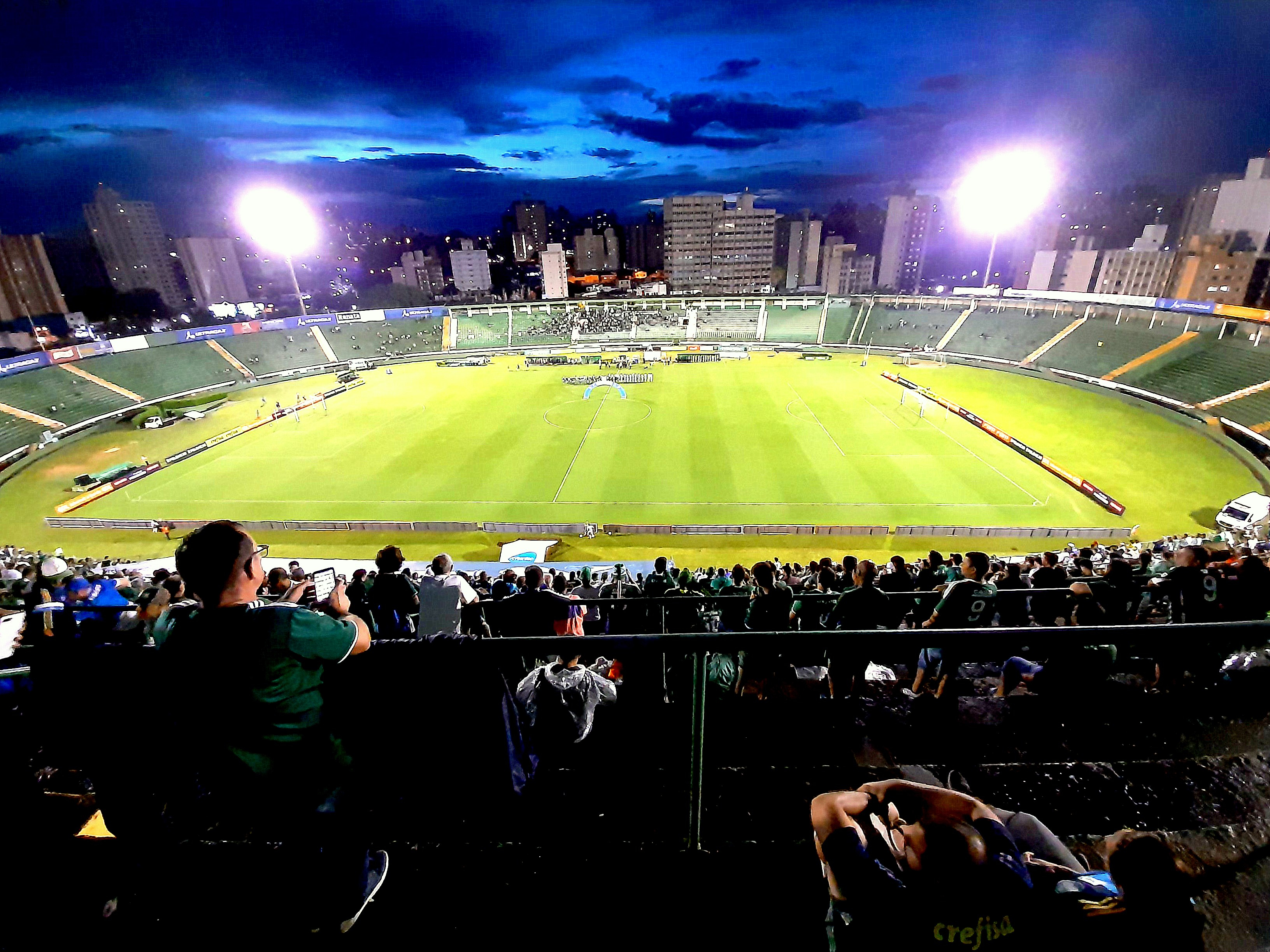
Brinco de Ouro (Campinas)
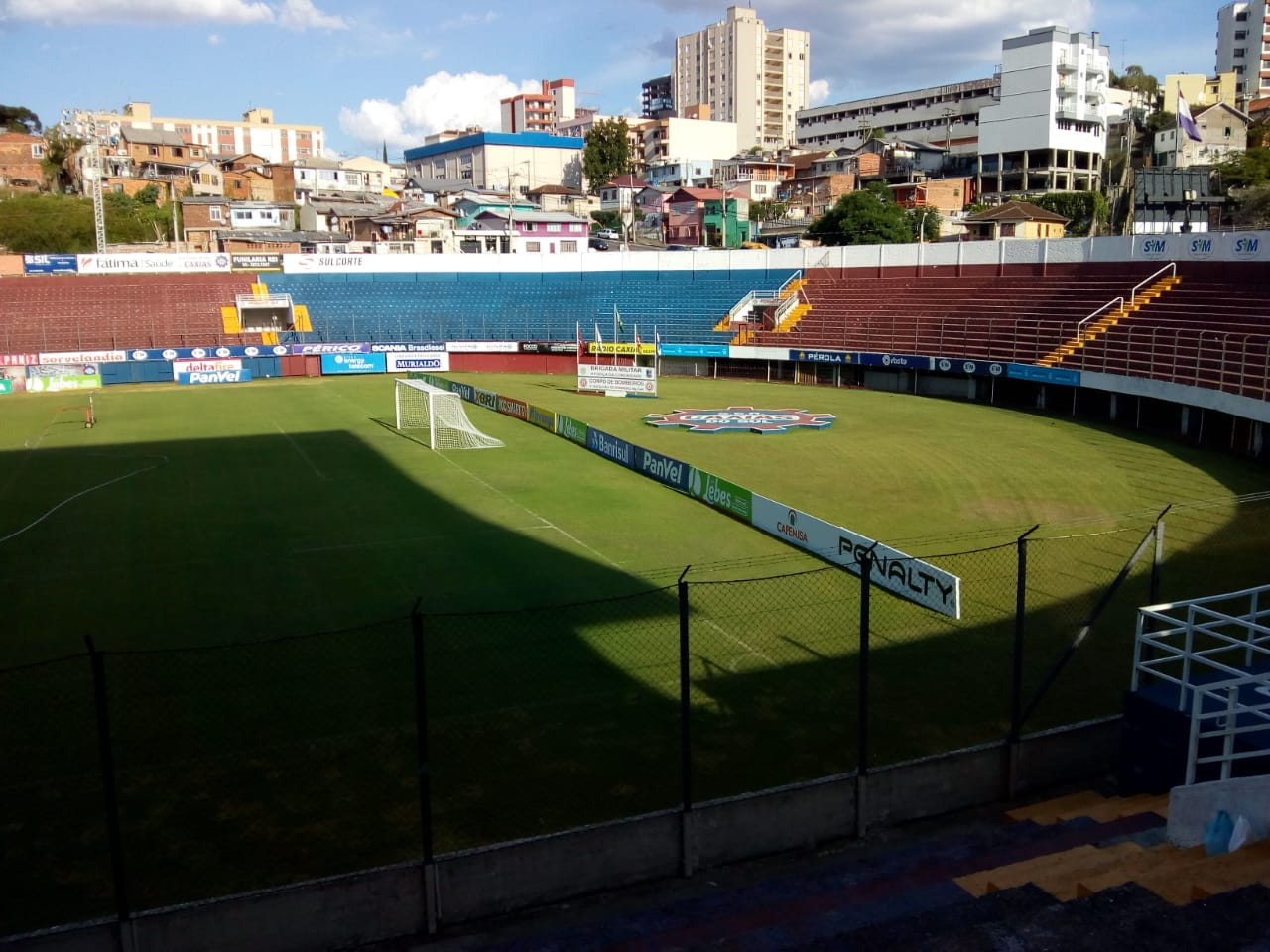
Centenário (Caxias do Sul)
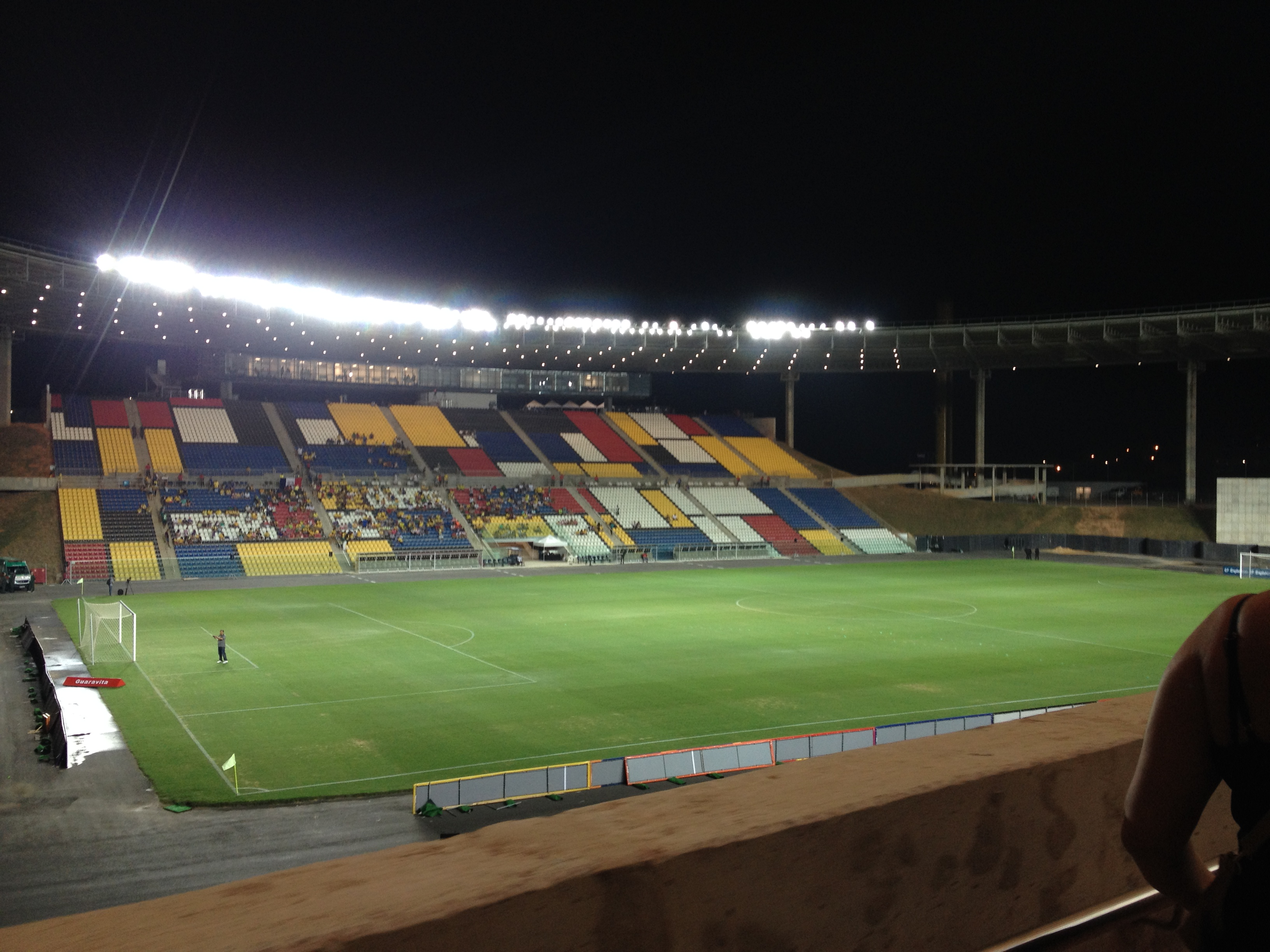
Kleber Andrade (Cariacica)
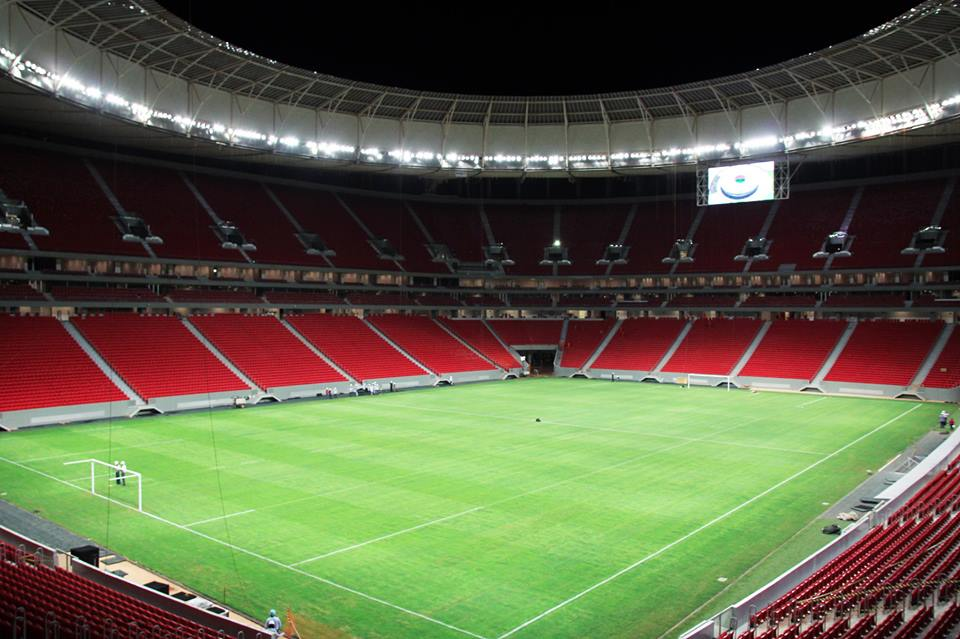
Mané Garrincha (Brasília)
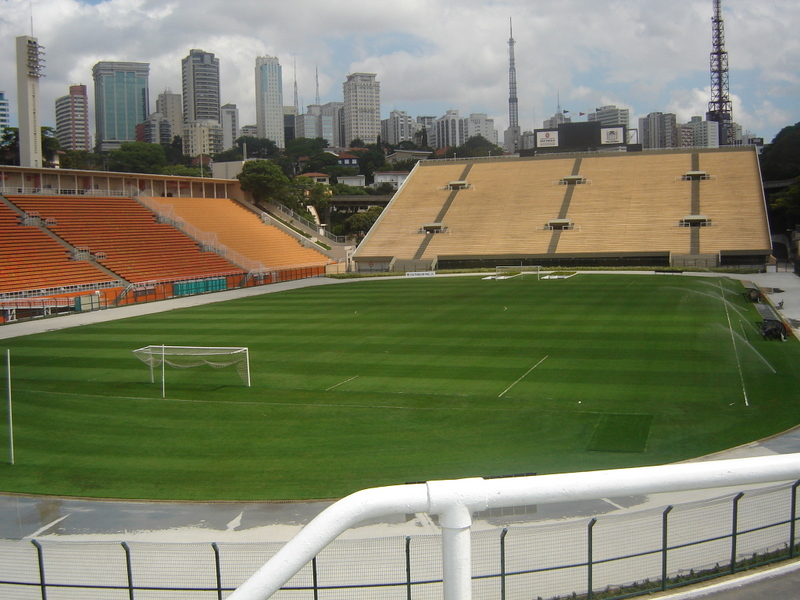
Pacaembu (São Paulo)
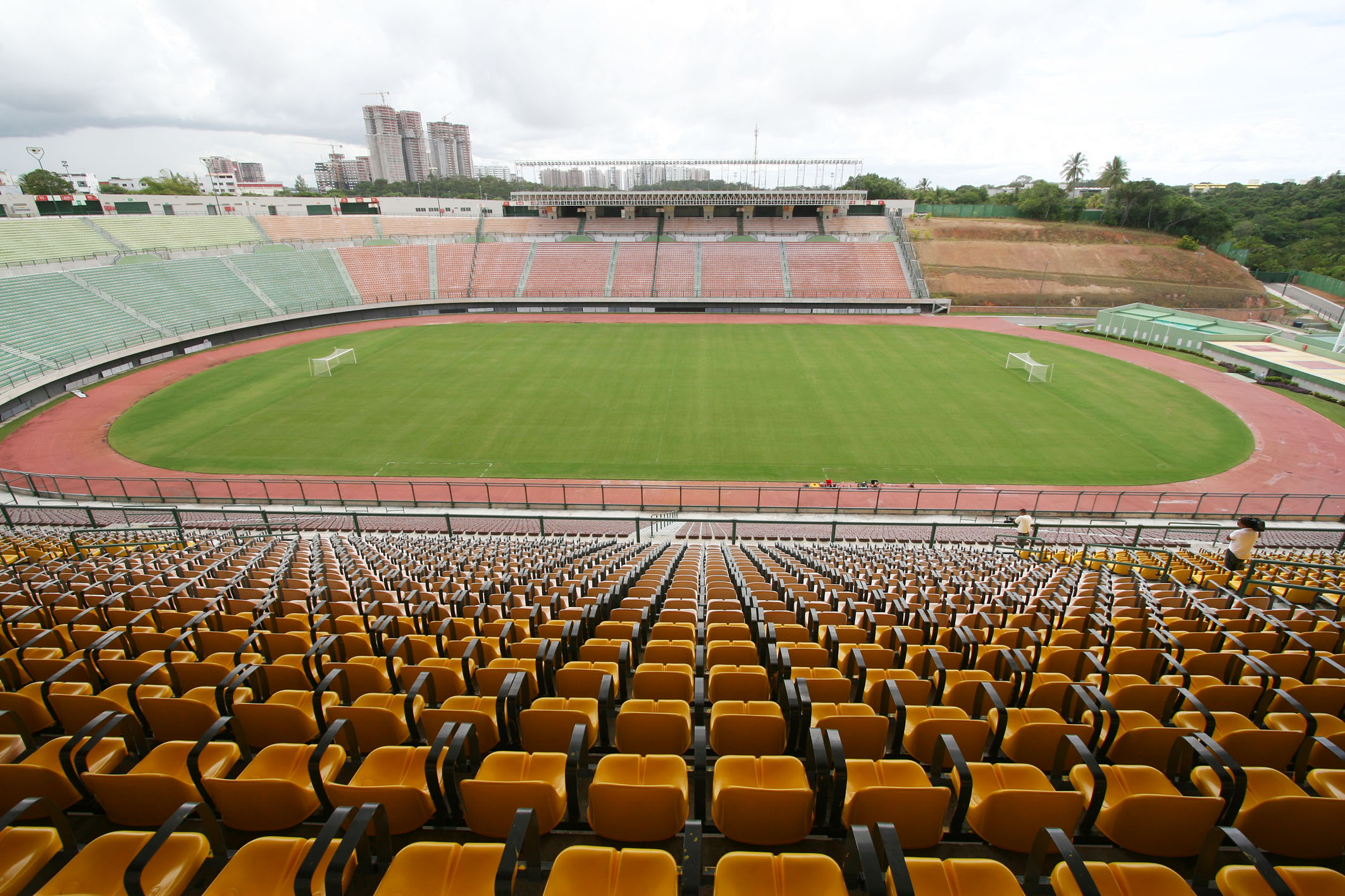
Pituaçu (Salvador)

## Direitos de transmissão
Pela primeira vez após dezenove anos, houve profundas mudanças nos direitos de transmissão da Série A do Campeonato Brasileiro. O Grupo Globo deixou de ter a exclusividade completa nos direitos de transmissão. Em 2016, a Turner acertou com dezesseis clubes os direitos em TV por assinatura entre 2019 e 2024 (dependendo de cada clube), com os demais se mantendo com o SporTV. Na época, a Turner tinha como propriedade a emissora Esporte Interativo, cuja extinção viria a acontecer em meados de 2018. Mesmo assim, a Turner manteve o compromisso firmado com os clubes, com as transmissões acontecendo em outros canais do grupo. Sete clubes permaneceram com a Turner nessas condições (Athletico Paranaense, Bahia, Ceará, Fortaleza, Internacional, Palmeiras e Santos). Os outros treze renovaram com o SporTV.
Os clubes que acertaram com a Turner mantiveram com o Grupo Globo os direitos em outras mídias como a Rede Globo, na TV aberta, e o Premiere no sistema de pay-per-view (o Athletico Paranaense apenas em TV aberta). O Palmeiras inicialmente não teve acerto com o Grupo Globo em nenhuma plataforma, fazendo com que alguns jogos do clube ficassem sem transmissão nas primeiras rodadas, mas em 23 de maio o clube e o Grupo Globo chegaram a um acordo sobre os direitos de transmissão em TV aberta e pay-per-view.

## Classificação
| Pos | Equipe               | Pts | J  | V  | E  | D  | GP | GC | SG  | Classificação ou descenso                   |
| --- | -------------------- | --- | -- | -- | -- | -- | -- | -- | --- | ------------------------------------------- |
| 1   | Flamengo (C)         | 90  | 38 | 28 | 6  | 4  | 86 | 37 | +49 | Fase de grupos da Copa Libertadores de 2020 |
| 2   | Santos               | 74  | 38 | 22 | 8  | 8  | 60 | 33 | +27 | Fase de grupos da Copa Libertadores de 2020 |
| 3   | Palmeiras            | 74  | 38 | 21 | 11 | 6  | 61 | 32 | +29 | Fase de grupos da Copa Libertadores de 2020 |
| 4   | Grêmio               | 65  | 38 | 19 | 8  | 11 | 64 | 39 | +25 | Fase de grupos da Copa Libertadores de 2020 |
| 5   | Athletico Paranaense | 64  | 38 | 18 | 10 | 10 | 51 | 32 | +19 | Fase de grupos da Copa Libertadores de 2020 |
| 6   | São Paulo            | 63  | 38 | 17 | 12 | 9  | 39 | 30 | +9  | Fase de grupos da Copa Libertadores de 2020 |
| 7   | Internacional        | 57  | 38 | 16 | 9  | 13 | 44 | 39 | +5  | Segunda fase da Copa Libertadores de 2020   |
| 8   | Corinthians          | 56  | 38 | 14 | 14 | 10 | 42 | 34 | +8  | Segunda fase da Copa Libertadores de 2020   |
| 9   | Fortaleza            | 53  | 38 | 15 | 8  | 15 | 50 | 49 | +1  | Copa Sul-Americana de 2020                  |
| 10  | Goiás                | 52  | 38 | 15 | 7  | 16 | 46 | 64 | −18 | Copa Sul-Americana de 2020                  |
| 11  | Bahia                | 49  | 38 | 12 | 13 | 13 | 44 | 43 | +1  | Copa Sul-Americana de 2020                  |
| 12  | Vasco da Gama        | 49  | 38 | 12 | 13 | 13 | 39 | 45 | −6  | Copa Sul-Americana de 2020                  |
| 13  | Atlético Mineiro     | 48  | 38 | 13 | 9  | 16 | 45 | 49 | −4  | Copa Sul-Americana de 2020                  |
| 14  | Fluminense           | 46  | 38 | 12 | 10 | 16 | 38 | 46 | −8  | Copa Sul-Americana de 2020                  |
| 15  | Botafogo             | 43  | 38 | 13 | 4  | 21 | 31 | 45 | −14 |                                             |
| 16  | Ceará                | 39  | 38 | 10 | 9  | 19 | 36 | 41 | −5  |                                             |
| 17  | Cruzeiro             | 36  | 38 | 7  | 15 | 16 | 27 | 46 | −19 | Rebaixados à Série B de 2020                |
| 18  | CSA                  | 32  | 38 | 8  | 8  | 22 | 24 | 58 | −34 | Rebaixados à Série B de 2020                |
| 19  | Chapecoense          | 32  | 38 | 7  | 11 | 20 | 31 | 52 | −21 | Rebaixados à Série B de 2020                |
| 20  | Avaí                 | 20  | 38 | 3  | 11 | 24 | 18 | 62 | −44 | Rebaixados à Série B de 2020                |

1. ↑  Flamengo e Athletico Paranaense têm vagas garantidas na Copa Libertadores de 2020 por serem campeões da Copa Libertadores de 2019 e da Copa do Brasil de 2019, respectivamente.

## Confrontos
|               | ATP | ATM | AVA | BAH | BOT | CEA | CHA | COR | CRU | CSA | FLA | FLU | FOR | GOI | GRE | INT | PAL | SAN | SPA | VAS |
| ------------- | --- | --- | --- | --- | --- | --- | --- | --- | --- | --- | --- | --- | --- | --- | --- | --- | --- | --- | --- | --- |
| Athletico-PR  | —   | 1–0 | 0–1 | 1–0 | 1–0 | 1–0 | 1–1 | 0–2 | 0–0 | 1–0 | 0–2 | 3–0 | 4–1 | 4–1 | 2–0 | 1–0 | 1–1 | 1–0 | 0–1 | 4–1 |
| Atlético-MG   | 0–1 | —   | 2–1 | 0–1 | 2–0 | 2–1 | 0–2 | 2–1 | 2–0 | 4–0 | 2–1 | 2–1 | 2–2 | 2–0 | 1–4 | 1–3 | 0–2 | 2–0 | 1–1 | 1–2 |
| Avaí          | 0–0 | 1–0 | —   | 0–2 | 0–2 | 1–2 | 0–1 | 1–1 | 2–2 | 0–0 | 0–3 | 1–1 | 1–3 | 0–0 | 1–1 | 0–2 | 1–2 | 1–2 | 0–0 | 0–0 |
| Bahia         | 1–2 | 1–1 | 1–0 | —   | 2–0 | 1–2 | 1–1 | 3–2 | 0–0 | 1–0 | 3–0 | 3–2 | 1–1 | 1–1 | 1–0 | 2–3 | 1–1 | 0–1 | 0–0 | 1–1 |
| Botafogo      | 2–1 | 2–1 | 2–0 | 3–2 | —   | 1–1 | 0–0 | 1–0 | 0–2 | 2–1 | 0–1 | 0–1 | 1–0 | 3–1 | 0–1 | 0–1 | 0–1 | 0–1 | 1–2 | 1–0 |
| Ceará         | 1–1 | 1–2 | 1–0 | 0–0 | 0–0 | —   | 4–1 | 0–1 | 0–0 | 4–0 | 0–3 | 2–0 | 2–1 | 0–1 | 2–1 | 2–0 | 2–0 | 0–1 | 1–1 | 1–1 |
| Chapecoense   | 1–1 | 1–2 | 1–0 | 0–0 | 0–1 | 1–0 | —   | 0–1 | 1–1 | 3–0 | 0–1 | 1–1 | 1–3 | 2–2 | 0–1 | 2–0 | 1–2 | 0–1 | 0–3 | 1–2 |
| Corinthians   | 2–2 | 1–0 | 3–0 | 2–1 | 2–0 | 2–2 | 1–0 | —   | 1–2 | 1–0 | 1–1 | 1–2 | 3–2 | 2–0 | 0–0 | 0–0 | 1–1 | 0–0 | 1–0 | 1–0 |
| Cruzeiro      | 0–2 | 0–0 | 0–0 | 1–1 | 0–0 | 1–0 | 1–2 | 0–0 | —   | 0–1 | 1–2 | 0–0 | 1–1 | 2–1 | 1–4 | 1–1 | 0–2 | 2–0 | 1–0 | 1–0 |
| CSA           | 0–4 | 2–2 | 3–1 | 1–2 | 1–2 | 1–0 | 2–0 | 2–1 | 1–1 | —   | 0–2 | 0–1 | 0–2 | 1–0 | 0–0 | 1–0 | 1–1 | 0–0 | 1–2 | 0–3 |
| Flamengo      | 3–2 | 3–1 | 6–1 | 3–1 | 3–2 | 4–1 | 2–1 | 4–1 | 3–1 | 1–0 | —   | 2–0 | 2–0 | 6–1 | 3–1 | 3–1 | 3–0 | 1–0 | 0–0 | 4–4 |
| Fluminense    | 1–2 | 1–1 | 0–1 | 2–0 | 0–1 | 1–1 | 1–1 | 1–0 | 4–1 | 0–1 | 0–0 | —   | 0–0 | 0–1 | 2–1 | 2–1 | 1–0 | 1–1 | 1–2 | 0–0 |
| Fortaleza     | 2–1 | 2–2 | 2–0 | 2–1 | 1–0 | 1–0 | 2–0 | 1–3 | 2–1 | 3–0 | 1–2 | 0–1 | —   | 2–0 | 2–1 | 0–1 | 0–1 | 2–1 | 0–1 | 1–1 |
| Goiás         | 2–1 | 0–0 | 2–0 | 4–3 | 1–0 | 2–1 | 3–1 | 2–2 | 1–0 | 1–0 | 2–2 | 3–0 | 1–2 | —   | 3–2 | 2–1 | 1–2 | 0–3 | 1–2 | 0–1 |
| Grêmio        | 2–1 | 1–0 | 6–1 | 0–1 | 3–0 | 2–1 | 3–3 | 0–0 | 2–0 | 2–1 | 0–1 | 4–5 | 1–0 | 3–0 | —   | 2–0 | 1–1 | 1–2 | 3–0 | 2–1 |
| Internacional | 1–1 | 2–1 | 2–0 | 3–1 | 3–2 | 1–0 | 1–0 | 0–0 | 3–1 | 2–0 | 2–1 | 2–1 | 2–2 | 1–2 | 1–1 | —   | 1–1 | 0–0 | 1–0 | 0–1 |
| Palmeiras     | 1–0 | 1–1 | 2–0 | 2–2 | 1–0 | 1–0 | 1–0 | 1–1 | 1–0 | 6–2 | 1–3 | 3–0 | 4–0 | 5–1 | 1–2 | 1–0 | —   | 4–0 | 3–0 | 1–1 |
| Santos        | 1–1 | 3–1 | 3–1 | 1–0 | 4–1 | 2–1 | 2–0 | 1–0 | 4–1 | 2–0 | 4–0 | 2–1 | 3–3 | 6–1 | 0–3 | 0–0 | 2–0 | —   | 1–1 | 3–0 |
| São Paulo     | 0–1 | 2–0 | 1–0 | 0–0 | 2–0 | 1–0 | 4–0 | 1–0 | 1–1 | 1–1 | 1–1 | 0–2 | 2–1 | 0–1 | 0–0 | 2–1 | 1–1 | 3–2 | —   | 1–0 |
| Vasco da Gama | 1–1 | 1–2 | 1–1 | 0–2 | 2–1 | 1–0 | 1–1 | 1–1 | 1–0 | 0–0 | 1–4 | 2–1 | 1–0 | 1–1 | 1–3 | 2–1 | 1–2 | 0–1 | 2–0 | —   |

| Vitória do mandante Vitória do visitante Empate | Em negrito os jogos "clássicos". |

## Desempenho por rodada
Clubes que lideraram o campeonato ao final de cada rodada:
| Rodadas | Rodadas | Rodadas | Rodadas | Rodadas | Rodadas | Rodadas | Rodadas | Rodadas | Rodadas | Rodadas | Rodadas | Rodadas | Rodadas | Rodadas | Rodadas | Rodadas | Rodadas | Rodadas | Rodadas | Rodadas | Rodadas | Rodadas | Rodadas | Rodadas | Rodadas | Rodadas | Rodadas | Rodadas | Rodadas | Rodadas | Rodadas | Rodadas | Rodadas | Rodadas | Rodadas | Rodadas | Rodadas |
| ------- | ------- | ------- | ------- | ------- | ------- | ------- | ------- | ------- | ------- | ------- | ------- | ------- | ------- | ------- | ------- | ------- | ------- | ------- | ------- | ------- | ------- | ------- | ------- | ------- | ------- | ------- | ------- | ------- | ------- | ------- | ------- | ------- | ------- | ------- | ------- | ------- | ------- |
| 1       | 2       | 3       | 4       | 5       | 6       | 7       | 8       | 9       | 10      | 11      | 12      | 13      | 14      | 15      | 16      | 17      | 18      | 19      | 20      | 21      | 22      | 23      | 24      | 25      | 26      | 27      | 28      | 29      | 30      | 31      | 32      | 33      | 34      | 35      | 36      | 37      | 38      |
| CEA     | SPA     | ATM     | PAL     | PAL     | PAL     | PAL     | PAL     | PAL     | PAL     | PAL     | SAN     | SAN     | SAN     | SAN     | FLA     | FLA     | FLA     | FLA     | FLA     | FLA     | FLA     | FLA     | FLA     | FLA     | FLA     | FLA     | FLA     | FLA     | FLA     | FLA     | FLA     | FLA     | FLA     | FLA     | FLA     | FLA     | FLA     |

Clubes que ficaram na última posição do campeonato ao final de cada rodada:
| Rodadas | Rodadas | Rodadas | Rodadas | Rodadas | Rodadas | Rodadas | Rodadas | Rodadas | Rodadas | Rodadas | Rodadas | Rodadas | Rodadas | Rodadas | Rodadas | Rodadas | Rodadas | Rodadas | Rodadas | Rodadas | Rodadas | Rodadas | Rodadas | Rodadas | Rodadas | Rodadas | Rodadas | Rodadas | Rodadas | Rodadas | Rodadas | Rodadas | Rodadas | Rodadas | Rodadas | Rodadas | Rodadas |
| ------- | ------- | ------- | ------- | ------- | ------- | ------- | ------- | ------- | ------- | ------- | ------- | ------- | ------- | ------- | ------- | ------- | ------- | ------- | ------- | ------- | ------- | ------- | ------- | ------- | ------- | ------- | ------- | ------- | ------- | ------- | ------- | ------- | ------- | ------- | ------- | ------- | ------- |
| 1       | 2       | 3       | 4       | 5       | 6       | 7       | 8       | 9       | 10      | 11      | 12      | 13      | 14      | 15      | 16      | 17      | 18      | 19      | 20      | 21      | 22      | 23      | 24      | 25      | 26      | 27      | 28      | 29      | 30      | 31      | 32      | 33      | 34      | 35      | 36      | 37      | 38      |
| CSA     | VAS     | VAS     | VAS     | VAS     | VAS     | VAS     | AVA     | AVA     | AVA     | AVA     | AVA     | AVA     | AVA     | AVA     | AVA     | AVA     | AVA     | AVA     | CHA     | CHA     | CHA     | CHA     | CHA     | CHA     | CHA     | AVA     | AVA     | AVA     | AVA     | AVA     | AVA     | AVA     | AVA     | AVA     | AVA     | AVA     | AVA     |

## Estatísticas
| Gols | Jogador                | Time        |
| ---- | ---------------------- | ----------- |
| 25   | Gabriel                | Flamengo    |
| 21   | Bruno Henrique         | Flamengo    |
| 14   | Eduardo Sasha          | Santos      |
| 14   | Gilberto               | Bahia       |
| 13   | Everaldo               | Chapecoense |
| 13   | Giorgian De Arrascaeta | Flamengo    |
| 13   | Wellington Paulista    | Fortaleza   |
| 12   | Carlos Sánchez         | Santos      |
| 12   | Thiago Galhardo        | Ceará       |
| 11   | Everton                | Grêmio      |

| Total | Jogador                | Time                 |
| ----- | ---------------------- | -------------------- |
| 14    | Giorgian De Arrascaeta | Flamengo             |
| 11    | Dudu                   | Palmeiras            |
| 9     | Carlos Sánchez         | Santos               |
| 8     | Gabriel                | Flamengo             |
| 8     | Rony                   | Athletico Paranaense |
| 7     | Clayson                | Corinthians          |
| 7     | Éverton Ribeiro        | Flamengo             |

### Hat-tricks
| Jogador                | Clube     | Adversário  | Placar  | Data           | Ref.   |
| ---------------------- | --------- | ----------- | ------- | -------------- | ------ |
| Giorgian De Arrascaeta | Flamengo  | Goiás       | 6–1 (C) | 14 de julho    | [ 35 ] |
| Gilberto               | Bahia     | Flamengo    | 3–0 (C) | 4 de agosto    | [ 36 ] |
| Thiago Galhardo        | Ceará     | Chapecoense | 4–1 (C) | 10 de agosto   | [ 37 ] |
| Luiz Adriano           | Palmeiras | Fluminense  | 3–0 (C) | 10 de setembro | [ 38 ] |
| Bruno Henrique         | Flamengo  | Corinthians | 4–1 (C) | 3 de novembro  | [ 39 ] |
| Bruno Henrique         | Flamengo  | Ceará       | 4–1 (C) | 27 de novembro | [ 40 ] |

### Maiores públicos
Estes são os dez maiores públicos do Campeonato:
| N.º | Público | Mandante      | Placar | Visitante   | Estádio        | Data           | Rodada | Ref.   |
| --- | ------- | ------------- | ------ | ----------- | -------------- | -------------- | ------ | ------ |
| 1   | 65 649  | Flamengo      | 1–0    | CSA         | Maracanã       | 27 de outubro  | 28ª    | [ 41 ] |
| 2   | 65 418  | Vasco da Gama | 1–4    | Flamengo    | Mané Garrincha | 17 de agosto   | 15ª    | [ 42 ] |
| 3   | 64 648  | Flamengo      | 6–1    | Avaí        | Maracanã       | 5 de dezembro  | 37ª    | [ 43 ] |
| 4   | 62 541  | Flamengo      | 0–0    | São Paulo   | Maracanã       | 28 de setembro | 22ª    | [ 44 ] |
| 5   | 62 510  | Flamengo      | 1–0    | Santos      | Maracanã       | 14 de setembro | 19ª    | [ 45 ] |
| 6   | 61 390  | Flamengo      | 3–0    | Palmeiras   | Maracanã       | 1 de setembro  | 17ª    | [ 46 ] |
| 7   | 61 246  | Flamengo      | 4–1    | Ceará       | Maracanã       | 27 de novembro | 35ª    | [ 47 ] |
| 8   | 61 021  | Vasco da Gama | 1–1    | Chapecoense | Maracanã       | 8 de dezembro  | 38ª    | [ 48 ] |
| 9   | 60 961  | Flamengo      | 3–1    | Bahia       | Maracanã       | 10 de novembro | 32ª    | [ 49 ] |
| 10  | 60 947  | Flamengo      | 6–1    | Goiás       | Maracanã       | 14 de julho    | 10ª    | [ 50 ] |

### Menores públicos
Estes são os dez menores públicos do Campeonato:
| N.º | Público | Mandante         | Placar | Visitante            | Estádio       | Data           | Rodada | Ref.   |
| --- | ------- | ---------------- | ------ | -------------------- | ------------- | -------------- | ------ | ------ |
| 1   | 1 933   | Chapecoense      | 3–0    | CSA                  | Arena Condá   | 4 de dezembro  | 37ª    | [ 51 ] |
| 2   | 1 948   | Avaí             | 0–1    | Chapecoense          | Ressacada     | 24 de novembro | 34ª    | [ 52 ] |
| 3   | 2 121   | Chapecoense      | 1–2    | Atlético Mineiro     | Arena Condá   | 14 de julho    | 10ª    | [ 53 ] |
| 4   | 2 247   | Avaí             | 0–0    | Athletico Paranaense | Ressacada     | 8 de dezembro  | 38ª    | [ 54 ] |
| 5   | 2 638   | Avaí             | 1–3    | Fortaleza            | Ressacada     | 30 de outubro  | 29ª    | [ 55 ] |
| 6   | 2 850   | Avaí             | 1–1    | Fluminense           | Ressacada     | 1 de dezembro  | 36ª    | [ 56 ] |
| 7   | 2 860   | Chapecoense      | 1–0    | Ceará                | Arena Condá   | 17 de novembro | 33ª    | [ 57 ] |
| 8   | 3 050   | Chapecoense      | 0–1    | Botafogo             | Arena Condá   | 27 de novembro | 35ª    | [ 58 ] |
| 9   | 3 241   | Atlético Mineiro | 2–1    | Avaí                 | Independência | 27 de abril    | 1ª     | [ 59 ] |
| 10  | 3 300   | Atlético Mineiro | 2–1    | Ceará                | Independência | 29 de setembro | 22ª    | [ 60 ] |

### Médias de público
Estas são as médias de público dos clubes no Campeonato. Considera-se apenas os jogos da equipe como mandante e o público pagante:
| Pos.  | Time                 | Média  | Total     | Mandos | Maior  | Menor  |
| ----- | -------------------- | ------ | --------- | ------ | ------ | ------ |
| 1     | Flamengo             | 55 025 | 1 045 477 | 19     | 65 649 | 32 601 |
| 2     | Fortaleza            | 33 000 | 626 996   | 19     | 52 552 | 16 633 |
| 3     | Corinthians          | 32 856 | 624 261   | 19     | 43 230 | 17 441 |
| 4     | São Paulo            | 29 432 | 559 203   | 19     | 47 705 | 7 853  |
| 5     | Palmeiras            | 27 962 | 531 269   | 19     | 37 754 | 6 779  |
| 6     | Bahia                | 26 339 | 500 439   | 19     | 43 099 | 12 759 |
| 7     | Ceará                | 26 010 | 494 191   | 19     | 49 809 | 11 935 |
| 8     | Cruzeiro             | 22 439 | 426 335   | 19     | 37 844 | 11 363 |
| 9     | Vasco da Gama        | 20 449 | 388 523   | 19     | 65 418 | 8 249  |
| 10    | Fluminense           | 20 209 | 383 977   | 19     | 39 034 | 10 637 |
| 11    | Internacional        | 19 824 | 376 655   | 19     | 36 031 | 7 905  |
| 12    | Grêmio               | 16 648 | 316 309   | 19     | 40 618 | 3 761  |
| 13    | Botafogo             | 15 922 | 302 512   | 19     | 33 143 | 4 898  |
| 14    | Atlético Mineiro     | 15 256 | 289 861   | 19     | 38 530 | 3 241  |
| 15    | Athletico Paranaense | 15 115 | 287 182   | 19     | 29 746 | 8 248  |
| 16    | Goiás                | 13 507 | 256 625   | 19     | 35 170 | 5 264  |
| 17    | CSA                  | 10 706 | 203 419   | 19     | 37 458 | 6 633  |
| 18    | Santos               | 10 307 | 195 830   | 19     | 14 062 | 5 634  |
| 19    | Avaí                 | 7 704  | 146 384   | 19     | 47 575 | 1 948  |
| 20    | Chapecoense          | 6 004  | 114 071   | 19     | 12 676 | 1 933  |
| Total | Total                | 21 236 | 8 069 528 | 380    | 65 649 | 1 933  |

## Mudança de técnicos
| Clube                | Antecessor                  | Motivo                   | Data           | Última partida                     | Rod | Pos | Sucessor                  | Ref.            |
| -------------------- | --------------------------- | ------------------------ | -------------- | ---------------------------------- | --- | --- | ------------------------- | --------------- |
| Vasco da Gama        | Marcos Valadares (interino) | Remanejado               | 8 de maio      | Vasco da Gama 1–1 Corinthians      | 3ª  | 20º | Vanderlei Luxemburgo      | [ 63 ]          |
| Flamengo             | Abel Braga                  | Resignado                | 29 de maio     | Flamengo 3–2 Athletico Paranaense  | 6ª  | 6º  | Jorge Jesus               | [ 65 ] [ 66 ]   |
| Avaí                 | Geninho                     | Demitido                 | 17 de junho    | Palmeiras 2–0 Avaí                 | 9ª  | 20º | Alberto Valentim          | [ 67 ] [ 68 ]   |
| CSA                  | Marcelo Cabo                | Demitido                 | 30 de junho    | Sport 3–1 CSA                      | 9ª  | 19º | Argel Fucks               | [ 69 ] [ 70 ]   |
| Chapecoense          | Ney Franco                  | Demitido                 | 24 de julho    | São Paulo 4–0 Chapecoense          | 11ª | 18º | Marquinhos Santos         | [ 72 ] [ 73 ]   |
| Goiás                | Claudinei Oliveira          | Demitido                 | 4 de agosto    | Santos 6–1 Goiás                   | 13ª | 10º | Ney Franco                | [ 75 ] [ 76 ]   |
| Cruzeiro             | Mano Menezes                | Resignado                | 8 de agosto    | Cruzeiro 0–1 Internacional         | 13ª | 18º | Rogério Ceni              | [ 78 ] [ 79 ]   |
| Fortaleza            | Rogério Ceni                | Contratado pelo Cruzeiro | 11 de agosto   | Ceará 2–1 Fortaleza                | 14ª | 14º | Zé Ricardo                | [ 79 ] [ 81 ]   |
| Fluminense           | Fernando Diniz              | Demitido                 | 19 de agosto   | Fluminense 0–1 CSA                 | 15ª | 18º | Oswaldo de Oliveira       | [ 82 ] [ 83 ]   |
| Palmeiras            | Luiz Felipe Scolari         | Demitido                 | 2 de setembro  | Flamengo 3–0 Palmeiras             | 17ª | 5º  | Mano Menezes              | [ 84 ] [ 85 ]   |
| São Paulo            | Cuca                        | Resignado                | 26 de setembro | São Paulo 0–1 Goiás                | 21ª | 6º  | Fernando Diniz            | [ 86 ] [ 87 ]   |
| Cruzeiro             | Rogério Ceni                | Demitido                 | 26 de setembro | Ceará 0–0 Cruzeiro                 | 21ª | 16º | Abel Braga                | [ 88 ] [ 89 ]   |
| Fortaleza            | Zé Ricardo                  | Demitido                 | 27 de setembro | Athletico Paranaense 4–1 Fortaleza | 21ª | 15º | Rogério Ceni              | [ 90 ] [ 91 ]   |
| Fluminense           | Oswaldo de Oliveira         | Demitido                 | 27 de setembro | Fluminense 1–1 Santos              | 21ª | 16º | Marcão                    | [ 93 ] [ 94 ]   |
| Ceará                | Enderson Moreira            | Resignado                | 1 de outubro   | Atlético Mineiro 2–1 Ceará         | 22ª | 15º | Adílson Batista           | [ 95 ] [ 96 ]   |
| Botafogo             | Eduardo Barroca             | Demitido                 | 6 de outubro   | Botafogo 0–1 Fluminense            | 23ª | 12º | Alberto Valentim          | [ 99 ] [ 100 ]  |
| Internacional        | Odair Hellmann              | Demitido                 | 10 de outubro  | CSA 1–0 Internacional              | 24ª | 6º  | Zé Ricardo                | [ 103 ] [ 104 ] |
| Avaí                 | Alberto Valentim            | Contratado pelo Botafogo | 11 de outubro  | Avaí 0–0 Vasco da Gama             | 24ª | 19º | Evando                    | [ 100 ] [ 105 ] |
| Atlético Mineiro     | Rodrigo Santana             | Demitido                 | 13 de outubro  | Atlético Mineiro 1–4 Grêmio        | 25ª | 11º | Vágner Mancini            | [ 106 ] [ 107 ] |
| Corinthians          | Fábio Carille               | Demitido                 | 3 de novembro  | Flamengo 4–1 Corinthians           | 30ª | 8º  | Dyego Coelho (interino)   | [ 108 ] [ 109 ] |
| Athletico Paranaense | Tiago Nunes                 | Resignado                | 5 de novembro  | Athletico Paranaense 1–0 CSA       | 30ª | 6º  | Eduardo Barros (interino) | [ 110 ] [ 111 ] |
| Ceará                | Adílson Batista             | Demitido                 | 28 de novembro | Flamengo 4–1 Ceará                 | 35ª | 16º | Argel Fucks               | [ 112 ] [ 113 ] |
| CSA                  | Argel Fucks                 | Contratado pelo Ceará    | 29 de novembro | Cruzeiro 0–1 CSA                   | 35ª | 18º | Jacozinho (interino)      | [ 113 ] [ 114 ] |
| Cruzeiro             | Abel Braga                  | Demitido                 | 29 de novembro | Cruzeiro 0–1 CSA                   | 35ª | 17º | Adílson Batista           | [ 115 ]         |
| Palmeiras            | Mano Menezes                | Demitido                 | 1 de dezembro  | Palmeiras 1–3 Flamengo             | 36ª | 3º  | Andrey Lopes (interino)   | [ 116 ] [ 117 ] |
| Chapecoense          | Marquinhos Santos           | Resignado                | 4 de dezembro  | Chapecoense 3–0 CSA                | 37ª | 19º | Emerson Cris (interino)   | [ 118 ]         |

## Premiação
| Campeonato Brasileiro 2019 Série A |
| Rio de Janeiro                     |
| ---------------------------------- |
| Flamengo Campeão (6º título)       |

| Pos.            | Nome                   | Clube                |
| --------------- | ---------------------- | -------------------- |
| G               | Santos                 | Athletico Paranaense |
| LD              | Rafinha                | Flamengo             |
| Z               | Rodrigo Caio           | Flamengo             |
| Z               | Pablo Marí             | Flamengo             |
| LE              | Filipe Luís            | Flamengo             |
| V               | Gerson                 | Flamengo             |
| V               | Bruno Guimarães        | Athletico Paranaense |
| M               | Éverton Ribeiro        | Flamengo             |
| M               | Giorgian De Arrascaeta | Flamengo             |
| A               | Gabriel                | Flamengo             |
| A               | Bruno Henrique         | Flamengo             |
| T               | Jorge Jesus            | Flamengo             |
| Artilheiro      | Gabriel                | Flamengo             |
| Craque          | Bruno Henrique         | Flamengo             |
| Gol mais bonito | Giorgian De Arrascaeta | Flamengo             |
| Revelação       | Michael                | Goiás                |

| Pos.            | Nome                   | Clube     |
| --------------- | ---------------------- | --------- |
| G               | Diego Alves            | Flamengo  |
| LD              | Rafinha                | Flamengo  |
| Z               | Lucas Veríssimo        | Santos    |
| Z               | Gustavo Gómez          | Palmeiras |
| LE              | Jorge                  | Santos    |
| V               | Willian Arão           | Flamengo  |
| V               | Gerson                 | Flamengo  |
| M               | Giorgian De Arrascaeta | Flamengo  |
| A               | Bruno Henrique         | Flamengo  |
| A               | Dudu                   | Palmeiras |
| A               | Gabriel                | Flamengo  |
| T               | Jorge Jesus            | Flamengo  |
| Artilheiro      | Gabriel                | Flamengo  |
| Bola de Ouro    | Gabriel                | Flamengo  |
| Gol mais bonito | Giorgian De Arrascaeta | Flamengo  |
| Revelação       | Michael                | Goiás     |